# Liberální eugenika
Liberální eugenika je myšlenkový směr, který podporuje právo rodičů na volbu posílení některých vrozených vlastností a schopností jejich dětí a naopak potlačení jiných. Odmítá státní donucení a preferuje zájmy rodičů, kteří jsou chápani jako zákazníci, nad zájmem státu či veřejného zdraví.
Jedním z prvních představitelů směru byl v 30. letech 20. století Frederick Osborn. Bioetik Joseph Fletcher výrazně přispěl k rozvoji liberální eugeniky v 70. letech, když ji popisoval jako alternativu k "reprodukční ruletě". Hlavním cílem liberální eugeniky by podle něj mělo být snížení vlivu nahodilosti v reprodukci.